# Jonas Ekfeldt
Leif Jonas Ekfeldt, tidigare Nielsen, född 29 juni 1971 i Kungsbacka, är en svensk musikproducent, sångare och doktor i juridik.
Ekfeldt gjorde sig internationellt känd 1996 som musikproducent under artistnamnet Robin Cook med genombrottssingeln I Won't Let The Sun Go Down, som följdes upp av singeln Comanchero och albumet Land Of Sunshine 1997 (Stockholm Records/Universal Records). Tredje singeln Caravan Of Love släpptes 1998.
Ekfeldt både sjöng och producerade I Won't Let The Sun Go Down och alla övriga utgivningar under namnet Robin Cook, men valde en frontperson som förgrundsfigur istället för att själv uppträda eftersom han ansåg att han inte hade tid att uppträda som artist. Sanningen bakom vem som var den egentliga sångaren hölls hemlig under drygt sex år innan kvällstidningen Aftonbladet publicerade en artikel som avslöjade detta . 
Ytterligare en singel släpptes 2002 under artistnamnet Robin Cook, med titeln Susanna med Ekfeldt på omslaget.
Ekfeldt har även producerat och skrivit under pseudonymen John Oakfield för artister och grupper som Ondina och Love Collective vilka han troligen skapat själv. På ett tiotal House-produktioner tituleras han "sound engineer", exempelvis på skivor från den italienska skivetiketten EQUAL RECORDS släppta 2001-2003. Han var även finalist i dokusåpan Riket som sändes i SVT 2004-2005.
Två skivor  har släppts under 2007 på vilka Ekfeldt tituleras "Production assistant" tillsammans med den italienska musikproducenten och tillika kompositören Pierluigi Giombini, upphovsman till Dolce Vita, I Like Chopin och Masterpiece med flera.
En cover av Ekfeldts verk Into The Night (ursprungligen från 1996) släpptes under 2016 i Frankrike och i Spanien av det franska skivbolaget Scorpio Music. Covern producerades av den italienske musikproducenten Emanuele Asti, upphovsman till bl.a. Playahitty - The Summer Is Magic.

## Övrigt
2013 publicerade tidningen Computer Sweden en artikel  där Jonas Ekfeldt uppgavs vara en av de få i världen som lyckats hacka en avaktiverad Iphone 5.
2016 doktorerade han i juridik vid Stockholms universitet med avhandlingen Om informationstekniskt bevis. 

## Skadestånd
Ekfeldt har som enda hittills kända musikproducent i Sverige tilldelats ett skadestånd från Sveriges Radio år 2006 på grund av en sampling ifrån I Won't Let The Sun Go Down som användes utan tillstånd i parodin I Wont Let Susan Go Down On Me på skivan Rally 2 från radioprogrammet Rally i Sveriges Radio P3. Bevisningen utfördes av Statens Kriminaltekniska Laboratorium. Skadeståndsbeloppet var hemligt men har uppgivits vara av betydande storlek i musiksammanhang.